# Japanische Badminton-Juniorenmeisterschaft
Japanische Badminton-Juniorenmeisterschaften (jap. 全日本ジュニアバドミントン選手権大会, zen-nihon junia badominton senshuken taikai) werden seit 1982 ausgetragen. Es werden Titelkämpfe im Dameneinzel, Damendoppel, Herreneinzel, Herrendoppel und im Mixed ausgespielt. 2018 fanden die Meisterschaften zum 37. Mal statt.
Die 4 besten Spieler(paare), d. h. die Halbfinalteilnehmer, dieser Meisterschaft erwerben die Qualifikation zur Teilnahme an den All-Japanischen Meisterschaften.

## Die Titelträger
| Saison | Nr. | Herreneinzel                 | Dameneinzel                 | Herrendoppel                                            | Damendoppel                               |
| ------ | --- | ---------------------------- | --------------------------- | ------------------------------------------------------- | ----------------------------------------- |
| 1982   | 1   | Koji Miya                    | 上川美香                    | 川本英明 林謙一 (Hayashi)                               | Mika Uemura 佐藤由美子 (Yumiko Sato)      |
| 1983   | 2   | Hiroki Eto                   | Takako Shinki               | 鶴田直行 (Naoyuki Tsuruta) 林謙一 (Hayashi)             | 平井真由美 (Mayumi Hirai) 高田美和        |
| 1984   | 3   | Katsumi Namaizawa            | Kaoru Imamura               | 石橋隆 (Ishibashi) 岩渕公一                             | Yuko Koike 青戶香織                       |
| 1985   | 4   | Hitosi Ohohori               | 乳井智秋                    | 中川敏治 (Toshiharu Nakagawa) Fumihiko Machida          | Yūko Koike 青戶香織 (Kaori Aoto)          |
| 1986   | 5   | Hideaki Motoyama             | Aiko Miyamura               | Takashi Ishii 関根英勝 (Sekine Hidekatsu)               | Miwa Kai Keiko Nakahara                   |
| 1987   | 6   | 高村誠也 (Seiya Takamura)    | Aiko Miyamura               | Tomomasa Otani 內村剛 (Tsuyoshi)                        | 甲斐美和 中原敬子                         |
| 1988   | 7   | 磯部和弘                     | Aiko Miyamura               | 磯部和弘 (Kazuhiro) 西川佳信 (Nishikawa)                | Aiko Miyamura Hisako Mizui                |
| 1989   | 8   | Shinji Bito                  | Takako Ida                  | 齋藤一裕 Hiroshi Ohyama                                 | Masako Sakamoto Mayumi Watanabe           |
| 1990   | 9   | 增田直樹 (Naoki Konta)       | Junko Hashimoto             | 池尻裕昭 (Hiroaki Ikejiri) 山浦元樹 (Motoki Yamaura)    | Chikako Nakayama Takae Masumo             |
| 1991   | 10  | 西田涉 (Nishida Aya)         | Yasuko Mizui                | Hiroshi Arita 齋藤俊 (Meide Saito)                      | Chikako Nakayama Takae Masumo             |
| 1992   | 11  | 荒井考 (Arai Takashi)        | Yasuko Mizui                |                                                         |                                           |
| 1993   | 12  | 山口特台 (Yamaguchi Tokudai) | Miho Tanaka                 |                                                         |                                           |
| 1994   | 13  | Norihisa Nakamura            | Rie Ichihashi               |                                                         |                                           |
| 1995   | 14  | Keita Masuda                 | Chika Yoshioka              |                                                         |                                           |
| 1996   | 15  | Tadashi Ohtsuka              | Satomi Igawa                |                                                         |                                           |
| 1997   | 16  | Shuichi Nakao                | Fumi Iwawaki                |                                                         |                                           |
| 1998   | 17  | Masafumi Hirayama            | Mika Anjo                   |                                                         |                                           |
| 1999   | 18  | Shogo Inagaki                | Mihoko Matsuo               |                                                         |                                           |
| 2000   | 19  | Sho Sasaki                   | Reiko Shiota                |                                                         |                                           |
| 2001   | 20  | Koichi Saeki                 | Eriko Hirose                | Koichi Saeki Masatoyo Asou                              | Michiko Kanagami 佐里志緒梨 (Shiori Sari) |
| 2002   | 21  | Yuichi Ikeda                 | Eriko Hirose                | Yusuke Nakao Toshiaki Kuroda                            | Eriko Hirose Yasuyo Imabeppu              |
| 2003   | 22  | Kazuteru Kozai               | Yu Hirayama                 | Yusuke Nakao Toshiaki Kuroda                            | Yuko Kanamori Mizuho Muramatsu            |
| 2004   | 23  | Hiroyuki Endo                | Kaori Imabeppu              | Hikaru Komachiya Ko Sato                                | Mami Naito Hiroko Shimizu                 |
| 2005   | 24  | Hiroyuki Saeki               | Mizuki Fujii                | Kenichi Tago Kazuki Matsumaru                           | Manami Ebuchi Tomoe Kanayama              |
| 2006   | 25  | Riichi Takeshita             | Masayo Nojirino             | Katsutoshi Noguchi Yuta Yamasaki                        | Yano Chiemi 石井那実 (Nami Ishii)         |
| 2007   | 26  | Tatsuya Watanabe             | Eriko Miki                  | Shu Wada Rei Sato                                       | 土谷美帆 (Miho Tsuchiya) Minatsu Mitani   |
| 2008   | 27  | Tatsuya Watanabe             | Ayumi Mine                  | Shōhei Hoshino Akira Kobayashi                          | Sayaka Takahashi Kanako Konishi           |
| 2009   | 28  | Kento Horiuchi               | Ayumi Mine                  | Yoshinori Takeuchi Hiroki Takeuchi                      | Ayumi Mine Kurumi Yonao                   |
| 2010   | 29  | Kento Momota                 | Nozomi Okuhara              | Jo Chiba Akira Koga                                     | Honami Higuchi Yui Miyahara               |
| 2011   | 30  | Takuto Inoue                 | Nozomi Okuhara              | Kento Momota Keiichiro Matsui                           | Momoko Segawa Akane Watanabe              |
| 2012   | 31  | Yugo Kobayashi               | Aya Ohori                   | Takuro Hoki Yugo Kobayashi                              | Momoko Segawa Saori Ozaki                 |
| 2013   | 32  | Kanta Tsuneyama              | Aya Ohori                   | Kanta Tsuneyama Hashiru Shimono                         | Rira Kawashima Saori Ozaki                |
| 2014   | 33  | Yuta Watanabe                | Saena Kawakami              | Kenya Mitsuhashi Yuta Watanabe                          | Hikari Saito Natsuki Sone                 |
| 2015   | 34  | Koki Watanabe                | Shiori Ebihara              | Masayuki Onodera Hiroki Okamura                         | Minami Kawashima Natsumi Uesugi           |
| 2016   | 35  | Kodai Naraoka                | Asuka Takahashi             | Yunosuke Kubota Mahiro Kaneko                           | Hirari Mizui Sebun Nagai                  |
| 2017   | 36  | Kodai Naraoka                | Hirari Mizui                | Hiroki Midorikawa Hiroki Nakayama                       | Rumi Yoshida Natsu Saito                  |
| 2018   | 37  | Riku Hatano                  | Riko Gunji                  | Kakeru Kumagai Yoshifumi Fujisawa                       | Kaho Osawa Hinata Suzuki                  |
| 2019   | 38  | Haruta Uchino                | Miyu Takahashi              | Shuta Machida Yudai Nagafuchi                           | Miyu Takahashi Yuna Kato                  |
| 2020   | 39  | nicht ausgetragen            | nicht ausgetragen           | nicht ausgetragen                                       | nicht ausgetragen                         |
| 2021   | 40  | nicht ausgetragen            | nicht ausgetragen           | nicht ausgetragen                                       | nicht ausgetragen                         |
| 2022   | 41  | Daigo Tanioka                | Mihane Endo Tomoka Miyazaki | Kosuke Kakuta Yudai Okimoto                             | Mei Sudo Nao Yamakita                     |
| 2023   | 42  | Yuto Nakashizu               | Niina Matsuta               | Yuto Nakashizu Kenta Matsukawa                          | Mion Yokouchi Ririna Hiramoto             |
| 2024   | 43  | Toshiki Nishio               | Yurika Nagafuchi            | 吉次和義 (Kazuyoshi Yoshitsugu) 根本舜生 (Nemoto Shuno) | Yuzu Ueno Aoi Banno                       |